# Mircea Bochis
Mircea Bochis (Borça, 16 februari 1950) is een Roemeense beeldhouwer, schilder en graficus.

## Leven en werk
Mircea Bochis studeerde tot 1972 tekenkunst aan het Ion Andreescu-instituut voor schone kunsten in Cluj en debuteerde in 1973. Hij houdt zich afwisselend bezig met schilderen en grafische kunst en sinds 1981 met de beeldhouwkunst. Hij heeft veel geëxposeerd, zowel alleen als in groepstentoonstellingen. Sinds de val van het communisme is zijn werk vaak te zien op internationale tentoonstellingen.
Begin jaren '90 exposeerde hij met enige regelmaat in Nederland. In 1990-1991 organiseerde hij een kamp met tien collega's en voorzag het terrein van het toenmalige Groot Schuylenburg van vijftien beelden, waaronder vijf eigen sculpturen. Sedertdien heeft hij jaarlijks zulke projecten in Roemenië georganiseerd, in samenwerking met onder meer het Florean Muzeu de Artă, een museum voor hedendaagse kunst met onder andere een grote beeldentuin in Cernești in het noordelijke district Maramureș, waarover hij de directie voert.
Werk van Bochis is in 40 landen te vinden. Hij heeft onder meer een vaste expositie in bovengenoemd Florean museum. In Nederland zijn in Apeldoorn beelden van hem te vinden.

## Fotogalerij

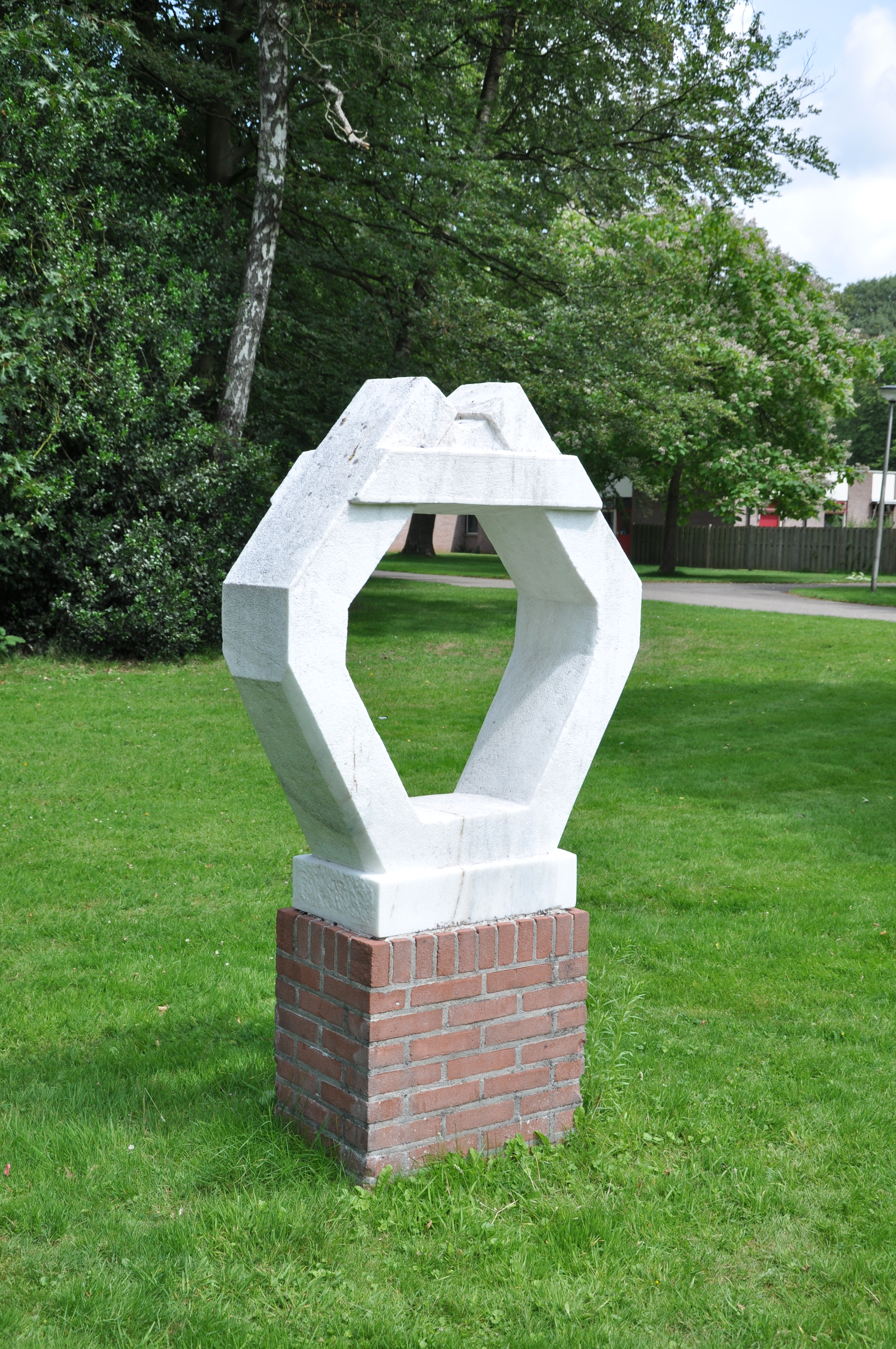
Vrienden
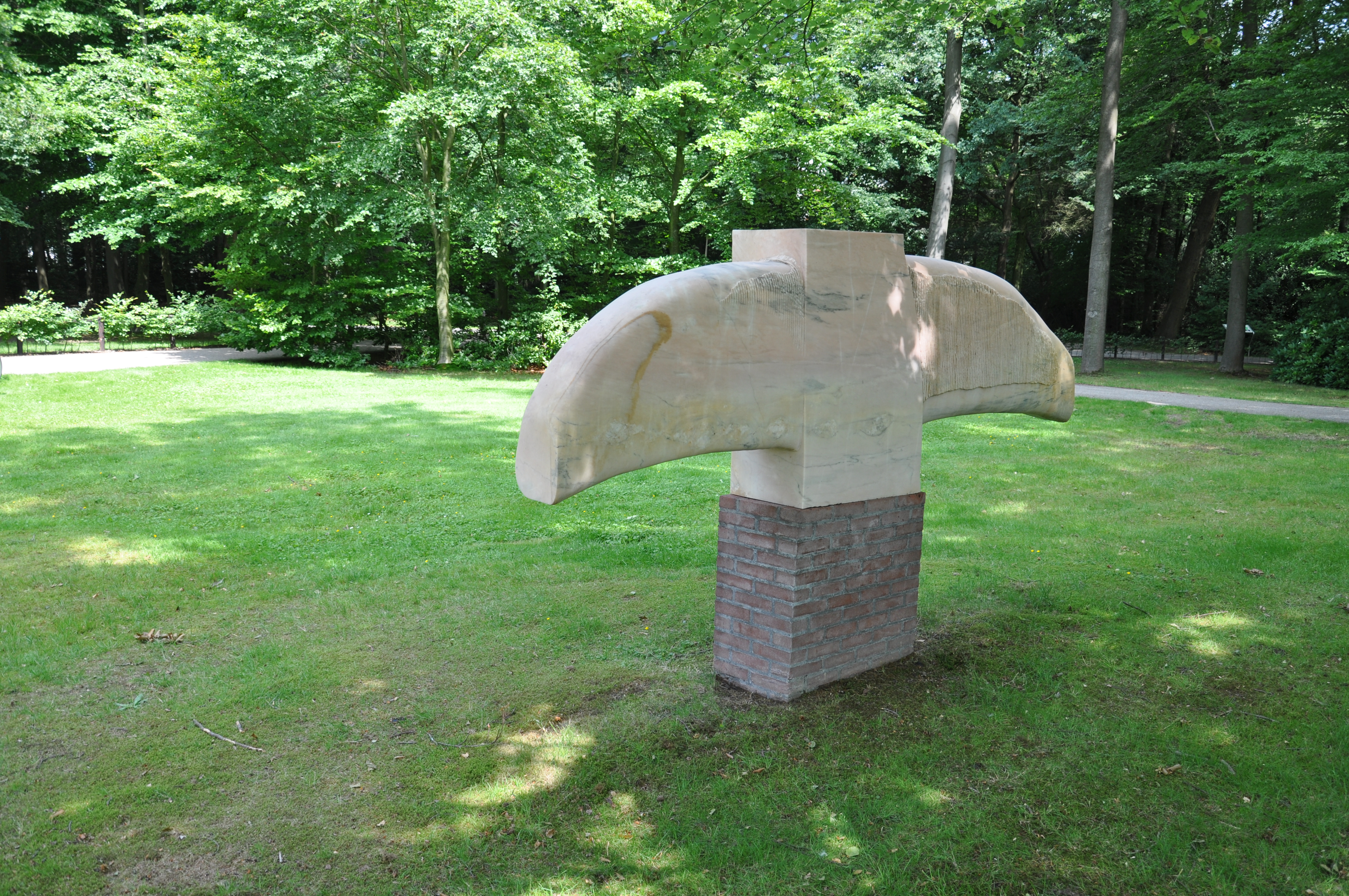
Gedachte aan Wind en Zee
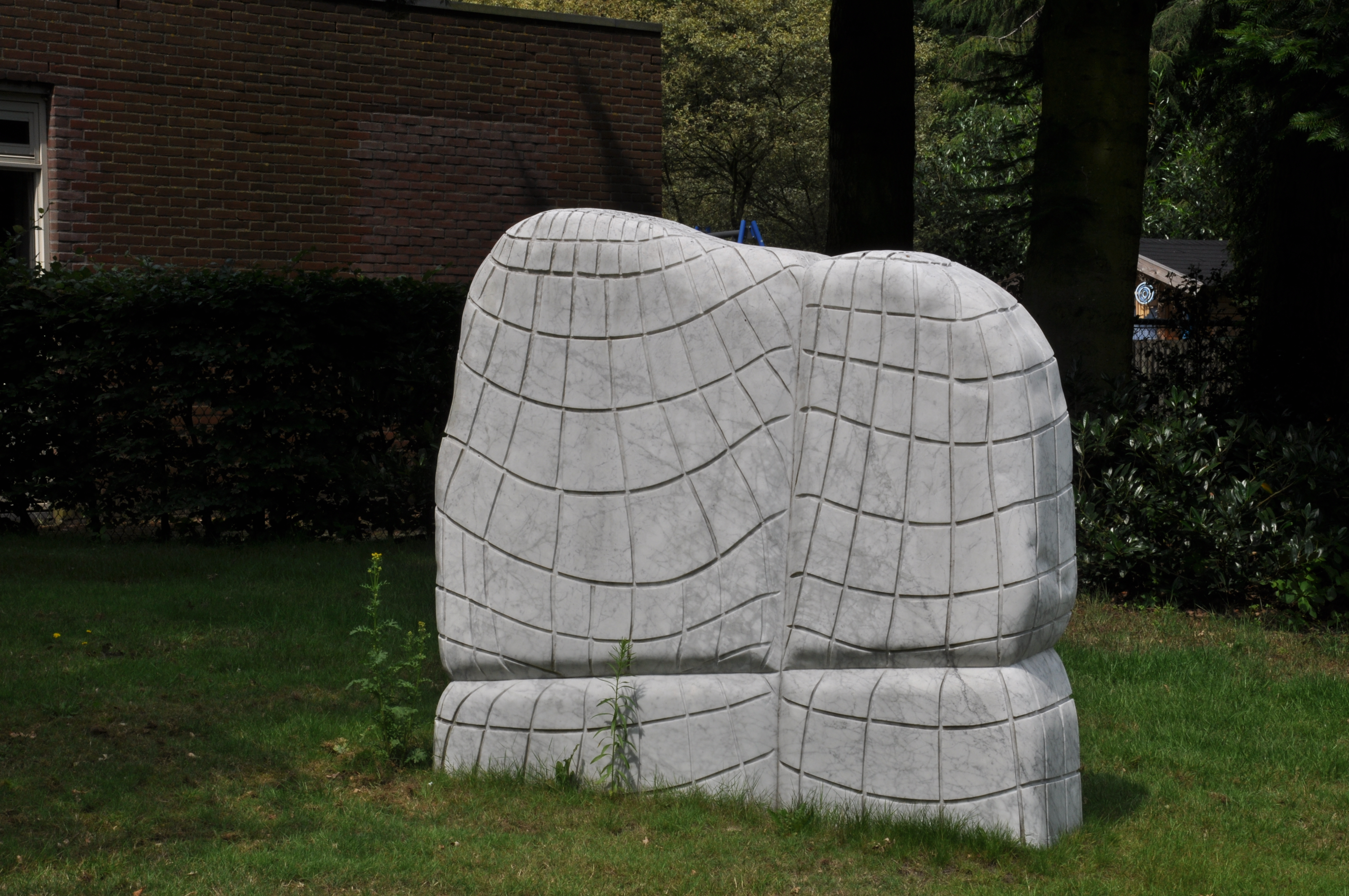
Droom
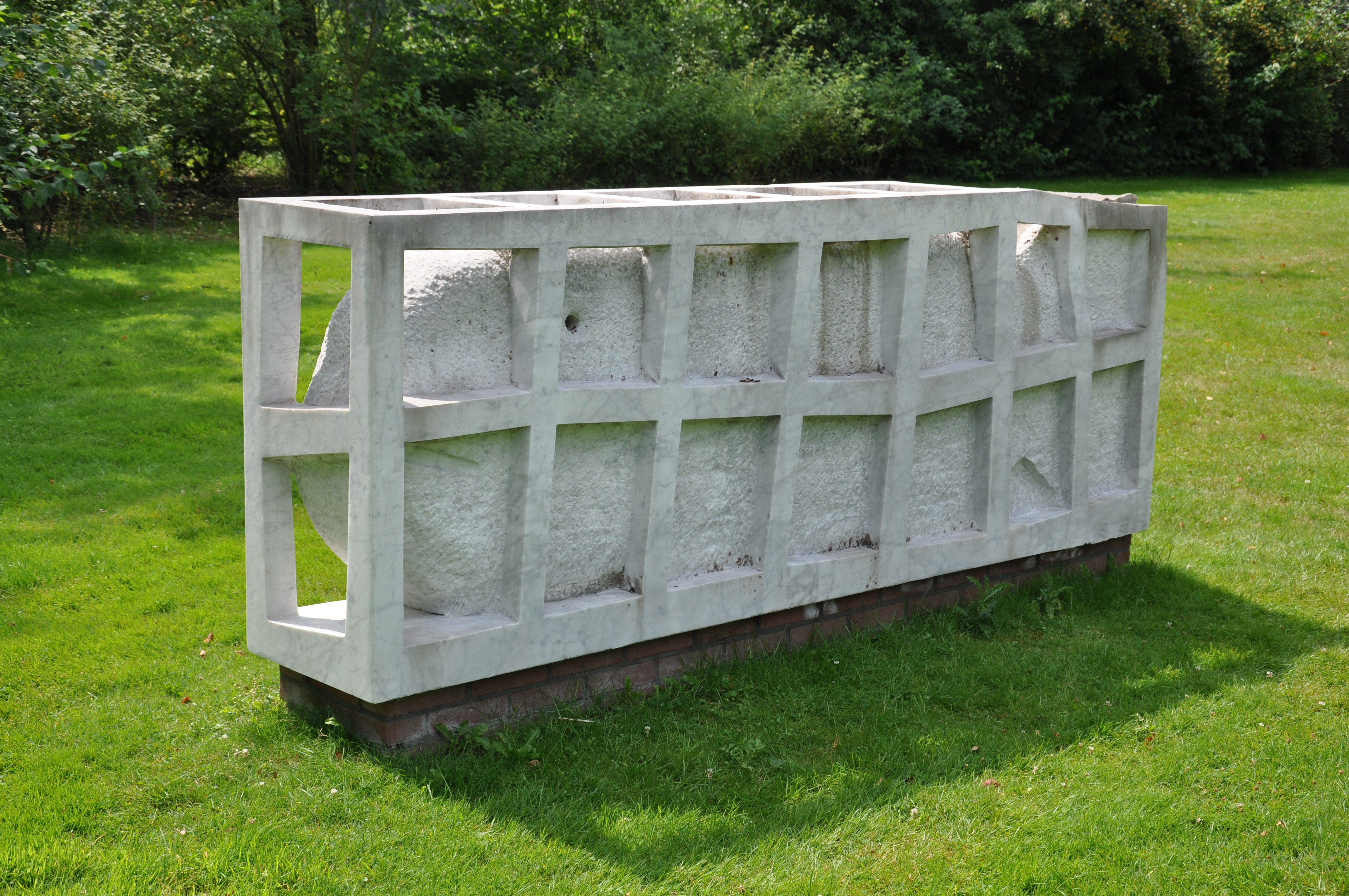
Water
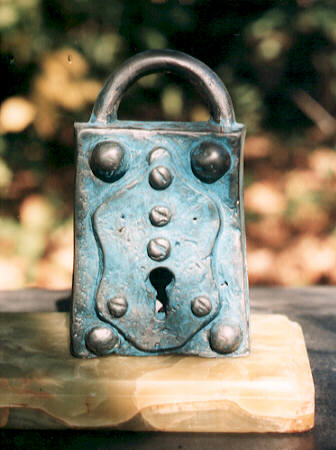
"Object", 13X7X4 cm - lood
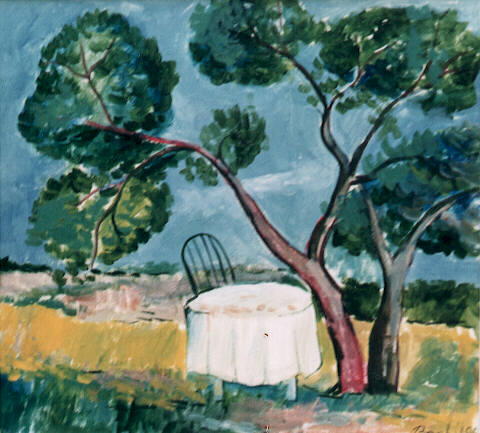
zonder titel